# セバスチャン・ルフェーヴル
セバスチャン・ルフェーヴル（Sébastien Lefebvre、1981年6月5日 - ）はカナダのミュージシャン。シンプル・プランのメンバー。既婚。